# Фара д'Изонцо
Фа̀ра д'Изо̀нцо (на италиански: Farra d'Isonzo; на фриулски: Фаре, Fare) е село и община в Северна Италия, провинция Гориция, автономен регион Фриули-Венеция Джулия. Разположено е на 46 m надморска височина. Населението на общината е 1754 души (към 2010 г.).